# 愛德華·布爾沃-李頓
愛德華·布爾沃-李頓（英語：Edward Bulwer-Lytton，1803年5月25日—1873年1月18日）是一名英國作家，以及保守黨政治人物。小說龐貝城末日即是布爾沃-李頓的知名作品之一，出版於1834年。政治方面，布爾沃-李頓於1858年進入首相德比伯爵的政府，擔任殖民地事務大臣至1859年。1866年獲冊封李頓男爵（Baron Lytton）。英語俗語“The pen is mightier than the sword”（筆誅勝於劍伐）即來自於布爾沃-李頓的劇作黎塞留（Richelieu）。

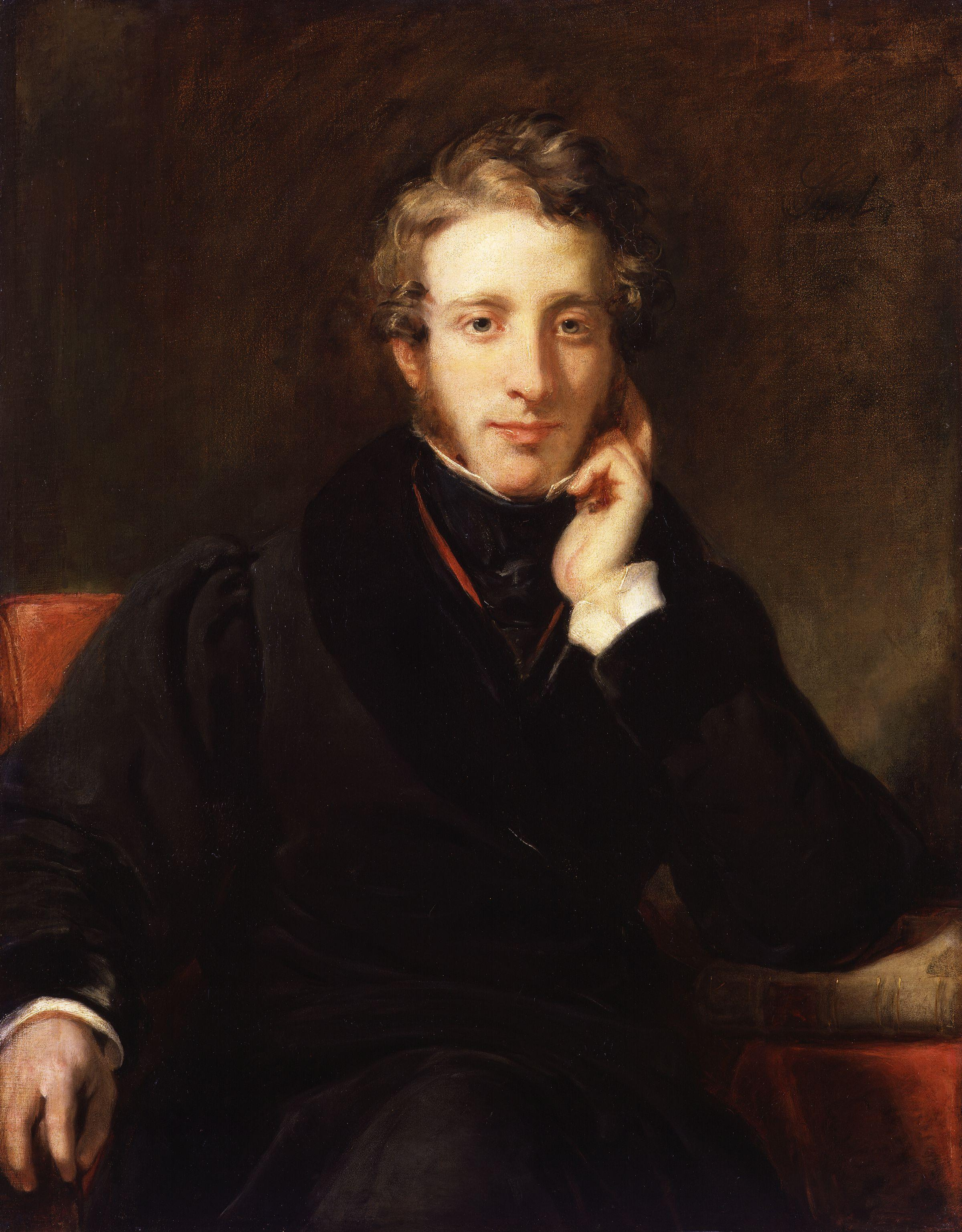
愛德華·布爾沃-李頓